# 菠蘿快遞
《菠蘿快遞》（英語：Pineapple Express）是一部2008年美國動作喜劇片，由大衛·高登·格林執導，塞斯·羅根和伊凡·戈博共同撰寫劇本，同時羅根與戈博也和曾在《好孕臨門》（2007年）、《男孩我最壞》（2007年）中合作的監製賈德·阿帕托共同構想故事。該片由羅根、詹姆斯·法蘭科、丹尼·麥布萊、蓋瑞·科爾和蘿西·培瑞茲主演。其劇情敘述一名不務正業、時常吸食大麻的傳票遞送員在目睹了警察與歹徒合作的謀殺案後，便和他的藥頭朋友一同踏上逃亡之旅。
哥倫比亞影業將該片定於2008年8月6日在美國上映，並僅以2700萬美元的預算在全球獲得超過1.01億美元的票房。《菠蘿快遞》獲得了正面居多的評價，且因法蘭科在片中的表現而使自己入圍了金球獎最佳音樂及喜劇類電影男主角。

## 劇情
1937年，在一地下軍事設施中，長官和科學家在一雙向鏡後方觀察一名士兵米勒。吸食大麻菸後的米勒開始大談他對軍隊的仇恨，但絲毫不感到畏懼。看到此情形的一名將軍立即關閉該項目，並認為「大麻是非法的」。
七十年後，一名25歲的傳票遞送員和習慣性大麻菸吸食者戴爾·丹頓拜訪了他的藥頭朋友索爾·西佛的家，並購買了只有他有的罕見大麻「菠蘿快遞」。索爾告訴他，戴爾打算前去拜訪的下一個客戶泰德·瓊斯可能就是自己的毒品供應商。當戴爾開車停在泰德家前時，他撞見泰德和一名女警卡蘿·布雷齊爾共同殺死了一名亞洲人。這使戴爾恐慌地開車逃走，除了撞壞了前後兩輛車外，他還不小心將自己正在吸的吸食器留在現場。戴爾回到索爾家將一切告訴了他，兩人便緊張地開車逃走，一直開車到一座樹林中。泰德發現這是自己賣出的「菠蘿快遞」後，便派了兩名殺手布洛夫斯基與馬西森前往下游供應商瑞德家，以埋伏索爾打來的電話；瑞德在電話中告訴索爾，自己只把貨賣給了他，便承諾明天與他們碰面。
隔天，戴爾和索爾不小心在車裡睡著了，醒來後發現他們已錯過了與瑞德的會面。他們離開樹林到達瑞德家，希望能確定泰德是否和瑞德有所掛勾。儘管瑞德說泰德沒有找上自己，但戴爾意識到他在說謊，並開始和索爾一同和瑞德在家中展開一場大纏鬥。最後瑞德被兩人制伏後，他們不斷質疑著瑞德，才使瑞德透露，泰德已經發現了他們是誰，並打算滅口。戴爾和索爾決定他們必須要離開這個城鎮。兩人離開瑞德家後，布洛夫斯基與馬西森隨即進來，但仍讓戴爾和索爾逃走，最後泰德在電話中命令他們殺死瑞德，這使瑞德身中兩槍倒地。
之後，戴爾為了保護還是高中生的女友安吉·安德森而打算要她們家逃走，使安德森一家待在一間旅館中。戴爾和索爾為了離開這城鎮，他們向未成年的學生們出售了一些「菠蘿快遞」，以有足夠的錢來買公車票。但當索爾離開去買飲料時，名為芭比的女警前來逮捕賣大麻給學生的戴爾。在警車上，戴爾試圖說服芭比，女警卡蘿是名腐敗的警察，且自己還目睹到她和泰德殺了人。芭比承諾會調查她，因為她自己也懷疑著卡蘿。不久後，索爾回來劫持了警車並開走；與此同時，先前收到無線電的卡蘿也開車過來追逐著兩人，使兩台車在馬路上展開了高速的飛車追逐。最後，卡蘿因翻車而讓他們逃走。之後，戴爾和索爾在與彼此談論他們所處的情況之後，戴爾說了重話而使兩人分道揚鑣。當戴爾打電話給安吉後，戴爾向安吉提出了分手。另一方面，在索爾拜訪祖母待的安養院時，卻遭到了布洛夫斯基與馬西森綁走，並帶到了表面是間穀倉的泰德地下毒品巢穴中（即1937年的那間地下軍事設施）。戴爾在安養院得知，索爾遭對方綁走後便前往瑞德家，並發現了中槍後還活著的瑞德打算等死。在說服他後，戴爾與瑞德攜槍前往泰德的地下毒品巢穴，以共同解救索爾。未料，瑞德卻在最後一刻臨陣脫逃，使戴爾獨自進入，但很快地遭布洛夫斯基與馬西森逮住。當戴爾和索爾被關在一起時，兩人和好並計劃逃走。
突然間，亞洲暴徒組織襲擊了穀倉，以報復泰德和卡蘿殺死了他們的同夥（即戴爾目睹的那場謀殺案）。當戴爾和索爾解開了彼此的束縛後，馬西森進來用槍打傷了戴爾的右耳，但他卻被索爾開槍打傷胸口。戴爾和索爾也加入了爭鬥中，索爾和卡蘿發生了扭打，而戴爾則和泰德展開了對決。當布洛夫斯基打算放過索爾時，馬西森從巢穴出來殺死了布洛夫斯基；當他打算殺了索爾時，瑞德意外地開車衝進穀倉，撞死了馬西森。同時，倒地的卡蘿持槍攻擊了瑞德。另一方面，其中一名亞洲暴徒啟動了一枚炸彈炸死了泰德，並使整個巢穴和穀倉著火，同時也讓在上方的卡蘿被爆炸彈飛的車子壓死。因爆炸而被彈飛、昏迷的索爾被戴爾發現並爆出火場。在穀倉爆炸後，倖存的瑞德走了出來和兩人團聚。隔天，戴爾、索爾和瑞德在餐廳吃早餐，並談論著他們昨天的刺激經歷；之後，索爾的祖母來找他，使三人上車前往醫院，因為他們都受了傷。

## 演員
- 塞斯·羅根 飾 戴爾·丹頓
- 詹姆斯·法蘭科 飾 索爾·西佛
- 丹尼·麥布萊 飾 瑞德
- 凱文·考利甘 飾 布洛夫斯基
- 克雷格·羅賓森 飾 馬西森
- 蓋瑞·科爾 飾 泰德·瓊斯
- 蘿西·培瑞茲 飾 卡蘿·布雷齊爾
- 鄭肯 飾 肯
- 安柏·赫德 飾 安吉·安德森
- 小埃德·貝格里 飾 羅伯·安德森
- 諾拉·鄧恩（英语：Nora Dunn） 飾 莎倫·安德森
- 喬·洛·特魯格里奧 飾 愛德華茲先生
- 克萊奧·金（英语：Cleo King） 飾 警察芭比
- 比爾·哈德 飾 米勒列兵
- 詹姆士·雷瑪 飾 布萊特將軍
- 特羅伊·根泰爾 飾 特洛伊·瓊斯
- 康妮·索耶（英语：Connie Sawyer） 飾 菲
- 賈斯汀·隆 飾 賈斯汀

## 發行
《菠蘿快遞》由哥倫比亞影業於2008年8月6日在美國發行。該片的DVD和藍光光碟於2009年1月6日在美國發行，而澳大利亞的DVD和藍光於2008年12月31日發行。該片的DVD、藍光和雙碟版DVD皆有未分級的數位版本。

### 評價
《菠蘿快遞》所獲得的評價以正面居多。爛番茄根據193條評論，持有68%的新鮮度，平均得分6.3／10。在Metacritic上則持有64分，這代表著「普遍正面的評價」。

### 票房
在美國，《菠蘿快遞》於上映第一天獲得了1210萬美元的票房。美國首週末票房達2320萬美元，位居當週票房亞軍，即排於《黑暗騎士》（5140萬美元）之後。《菠蘿快遞》在美國和加拿大的總票房為8730萬美元，加上其他地區的1420萬美元後，全球票房總計超過1.01億美元。

## 潛在續集
賈德·阿帕托曾表示推出續集的可能性很大，但都一直未正式被宣布。續集的預告片於2013年4月1日釋出，羅根、法蘭科、麥布萊和羅賓森都有望回歸出演自己的角色，而喬納·希爾和伍迪·哈里遜亦參與演出，但後來發現這是一個愚人節惡作劇，以宣傳他們即將上映的《大明星世界末日》。在《大明星世界末日》中，羅根和伊凡·戈博還自製了《菠蘿快遞2》的假想續集。2014年的索尼影業遭黑客攻擊事件發生後，有一封電子郵件洩露說，索尼不打算推出《菠蘿快遞》的續集。

## 外部連結
- 官方网站
- 互联网电影数据库（IMDb）上《Pineapple Express》的资料（英文）
- AllMovie上《菠蘿快遞》的资料（英文）
- 爛番茄上《菠蘿快遞》的資料（英文）
- Metacritic上《菠蘿快遞》的資料（英文）
- Box Office Mojo上《菠蘿快遞》的資料（英文）